# Strymoniska viken
Strymoniska viken (grekiska: Στρυμονικός Κόλπος, Strymonikos Kolpos) i Grekland är en del av Thrakiska havet – i sig en del av Egeiska havet – som ligger öster om Chalkidikehalvön och södra Serrai. Det officiella namnet är Orfanouviken (Κόλπος Ορφανού).
Floden Struma mynnar i viken.
De största orterna vid Strymoniska viken, med administrativa indelningar:
- Asprovalta, Stavros (Thessaloníki);
- Orfani, Ofrinio, Kariani (Nomós Kaválas);
- Olympiada, Stratoni (Chalkidike);
- Nea Kerdillia, Amfipolis (Serrai).

Alla prefekturer är delar av periferi Mellersta Makedonien.
Tre berg är den naturliga gränsen till viken, i norr-öst Pangaio, i norr Kerdillio och söder Stratoni.